# Vega de Tera
Vega de Tera község Spanyolországban,  Zamora tartományban. Vega de Tera Rionegro del Puente, Molezuelas de la Carballeda, San Pedro de Ceque, Camarzana de Tera, Melgar de Tera és Calzadilla de Tera községekkel határos. Lakosainak száma 287 fő (2024).

## Népesség
A település népessége az utóbbi években az alábbiak szerint változott:
| Lakosok száma | 504  | 470  | 434  | 419  | 394  | 393  | 360  | 328  | 311  | 287  |
|               | 2001 | 2004 | 2007 | 2009 | 2012 | 2014 | 2017 | 2019 | 2022 | 2024 |